# Crenicichla frenata
Crenicichla frenata és una espècie de peix de la família dels cíclids i de l'ordre dels perciformes.

## Morfologia
Els mascles poden assolir els 11,6 cm de longitud total.

## Distribució geogràfica
Es troba a Sud-amèrica: nord-est de Veneçuela i l'illa de Trinitat.